# Fradmon
Fradmon (Φράδμων) foi um escultor da Grécia Antiga, pertencente à Escola de Argos.
Plínio, o Velho, o cita como contemporâneo de Policleto, Fídias e Péricles. Participou de um célebre concurso de escultura para a criação de uma Amazona para o Templo de Ártemis em Éfeso. Também fez uma estátua do atleta Amertas, vencedor dos Jogos Olímpicos, e Theoridas atribuiu-lhe a autoria de um grupo de doze vacas em bronze dedicadas a Atena Itônia, mas é difícil de conciliar a cronologia dada por Plínio com a de Theoridas.